# François Soubies
Pour les articles homonymes, voir Soubies.
François Soubies est un homme politique français né le 21 mai 1803 à Bagnères-de-Bigorre (Hautes-Pyrénées) et décédé le 9 mars 1869 à Bagnères-de-Bigorre.

## Biographie
Il est nommé le 29 février 1848 Commissaire du gouvernement des Hautes-Pyrénées, puis préfet des Hautes-Pyrénées le 2 juin 1848. Il démissionne en janvier 1849 pour être candidat aux élections législatives. Républicain, il est député (Représentant) des Hautes-Pyrénées de 1849 à 1851, siégeant au groupe d'extrême gauche de la Montagne. Il perd son mandat par le coup d'État du 2 décembre 1851.

## Sources
- Ressource relative à la vie publique :   - Base Sycomore
- « François Soubies », dans Adolphe Robert et Gaston Cougny, Dictionnaire des parlementaires français, Edgar Bourloton, 1889-1891 [détail de l’édition]